# セイバータイガー
セイバータイガー（SABER TIGER）は、玩具メーカートミー（現タカラトミー）が展開する『ゾイド』シリーズに登場する架空の兵器。本記事ではゾイド第1期シリーズ（メカ生体ゾイド）時に発売されたサーベルタイガーおよび各種派生機の概要も記載。

## 概要
『ゾイド』においては第1期シリーズ（1983～1990年）において初登場。このころは「サーベルタイガー」という呼称で商品とキャラクターの展開が行われていたが、後に第2期シリーズ（1999～2006年）での展開時にはセイバータイガーと呼称を変更して再登場した。
これは作中世界観の設定においては所属勢力の異なるサーベルタイガーの強化仕様という位置づけがなされているが、トミーより発売された玩具商品は同一のもののカラーリングを変更したのみに留まる。
タカラトミーの広報においては、第1期、第2期までのゾイドシリーズ歴代商品のなかで最高の販売個数であった商品にこのセイバータイガーを挙げている。

## 設定解説
| セイバータイガー SABER TIGER | セイバータイガー SABER TIGER |
| ---------------------------- | --- |
| 番号                         | EZ-016 |
| 所属                         | ガイロス帝国・高速戦闘隊(ZAC2099) ディガルド討伐軍(ジェネシス) |
| 分類                         | タイガー型 |
| 配備台数                     | 1200機(ZAC2100年時点) |
| 全長                         | 15.6m |
| 全高                         | 9.1m |
| 重量                         | 78.0t |
| 最高速度                     | 240km/h |
| 乗員人数                     | 1名 |
| 主な搭乗者                   | ステファン・スコルツェニー（バトルストーリー） レッツァー・アボロス（バトルストーリー） アイガー・レオネード(ZBCG) ホー(ジェネシス) ディンガ(ジェネシス) ア・ラン(ジェネシス)                                                 |
| 武装                         | 対ゾイド30mm2連装ビーム砲 地対地ミサイルポッド 小口径対ゾイドレーザー機銃 TEZ20mmリニアレーザーガン×2 対ゾイド3連衝撃砲 AEZ20mmビームガン×2 複合センサーユニット キラーサーベル×2 ストライククロー×4 赤外線レーザーサーチャー |

ゼネバス帝国が中央大陸戦争時代に開発したサーベルタイガーのガイロス帝国仕様。
ZAC2056年の惑星Zi大異変後も生き残ったサーベルタイガーは、グレートサーベルへの改修を経たあと、ガイロス帝国によるさらなるアップデートが行われた。これにより動力機関、冷却装置の改良が施された結果、最高速度は240km/hにまで向上。開発ベースの個体数の減少により、そのほとんどをコピー品で穴埋めしたうえ、生産コストの観点から通常装備に差し戻しつつも機体性能はグレートサーベルと同等の水準に達し、機体名をセイバータイガーと変更し再び戦場に復帰した。
原型となったサーベルタイガーはシールドライガーに比べ分が悪い側面があったが、セイバータイガーではガイロス帝国の改造により、シールドライガーと比較してもほぼ互角の性能を得た。「紅き暴風」の異名をとるこの機体は西方大陸戦争緒戦から活躍、ライトニングサイクスが登場するまでガイロス帝国高速部隊の主力ゾイドを務めた。

### 武装・装備
対ゾイド30mm2連装ビーム砲
背部に装備される。
シールドライガーは装備を内装式にすることで最高速を出すため、その状態で火器を展開すればバランスが崩れる弱点が存在した。一方で、セイバータイガーは最初から火器を外付けにしているために射撃戦での攻撃と、相手への対処が遥かに早い強みが存在する。
地対地ミサイルポッド
対ゾイド30mm2連装ビーム砲の上部に装備される。
小口径対ゾイドレーザー機銃
3連衝撃砲下部のハードポイントに装備される。外形はサーベルタイガー時代の高圧濃硫酸噴射砲と同一であるが、セイバータイガーではレーザー機銃に変更されている。
TEZ20mmリニアレーザーガン
尾部に装備される。サーベルタイガーの接近戦用ビーム砲と同形状の兵装。
対ゾイド3連衝撃砲
腹部に装備される。
AEZ20mmビームガン
本体背部に装備される。サーベルタイガーの高速キャノン砲と同形状の兵装。
複合センサーユニット
本体背部に装備される。サーベルタイガーの全天候3Dレーダーと同形状の兵装。
キラーサーベル
牙部の装備。
ストライククロー
四肢の爪部。電磁爪として攻撃可能。
赤外線レーザーサーチャー
3連衝撃砲下部のハードポイントに装備される。サーベルタイガーの大型赤外線・レーザーサーチライトと同形状の兵装。

### 高速戦闘ゾイド
史上初の高速ゾイドであるヘルキャットの登場後、ZAC2036年には大型機初の高速ゾイドであるサーベルタイガーがロールアウトし、ゼネバス帝国では両機を併用した高速部隊を編成するに至った。最高速を持続しつつ急所を破壊するサーベルタイガーの戦法に共和国軍は苦戦を強いられ、これに対しシールドライガー、コマンドウルフといったゾイドを導入し、ZAC2043年にはそれらのゾイドからなる高速機動戦隊が活躍を見せた。このような部隊運用はZAC2099年からの第二次大陸間戦争時代においても継続され、高速ゾイドからなる高速戦闘隊が両陣営に組み込まれている。

## キット
トミー版
キットは単三電池1本で稼動し、歩行に加えて下顎の開閉を行う連動ギミックを有する。手動ギミックはコクピットハッチの開閉（頭部・前ヒンジ）および各火器の旋回。新設計のモーターボックスはレッドホーンの物より一回り小さく、以降に発売された様々なゾイドに使用された。
EPZ-003 サーベルタイガー
1986年7月発売。
EPZ-003 グレートサーベル
1988年6月発売。成型色を変更したサーベルタイガーに、ウイングバランサーとミサイルポッドパーツ、スプリングが追加されている。ウイングバランサーと8連ミサイルポッドが手動で動く。2005年8月には復刻版が発売されたが、安全基準の問題から一部の仕様が当時品と異なっている。
EZ-016 セイバータイガー
1999年10月発売。サーベルタイガーの目の色がスモークブラウンなのに対し、クリアグリーンで、ボディカラーも同じ赤系ながら小豆色あるいは紫紅から、より赤みの強いものに変更されている。
ZABER FANG
2001年11月発売。ハズブロ社の国外ゾイドシリーズの商品を国内販売したもの。カラーリングはタイガース仕様に準拠する。
セイバータイガー・スペシャルカラーバージョンゴールド
2003年6月にイオン系列店舗限定で発売された。カラーリングとシールを除けばグレートサーベルと同仕様。

セイバータイガーホロテック（スペシャルカラーバージョンクリアイエロー）
2004年7月15日ごろに発売されたトイザらス限定のゾイド。箱にゼネバス帝国のマークがある。
AZ-05 セイバータイガー
2024年7月発売。リアルさとアニメの再現性に近づけるためスタイリングをトラのように変更している。レイヴンとシャドー（無塗装）が付属。
HMM（ハイエンド・マスターモデル）シリーズ
セイバータイガー
2008年6月発売。シリーズ第6弾。胴体装甲は分割され、引き出し式の可動軸が追加。四肢部と背部には可動と連動して装甲がスライドするギミックを有する。パッケージイラストは複数の本機がヘリック共和国軍基地を蹂躙し、そのうちの一体がゴドスをねじ伏せた構図で描かれている。爪と牙のパーツとパイロットフィギュアの銀メッキ版と、サーベルタイガーへの仕様変更用デカール+クリアパーツを同梱したカスタマイズパーツセットも同時発売された。ただし、キットの成形色、組み立て説明書に表記されているカラーとも、タカラトミー製と比べると非常に明るめで赤味もかなり薄くなっているため、サーベルタイガーを完全再現するには自力で当時の成形色を再現して塗装する必要がある。2019年12月に発売されたマーキングプラスVer.はデカールの増量に加えてパッケージイラストもマイナーチェンジされ、周辺が炎上した他、基地の施設に描かれていたヘリック共和国の国章も第2期シリーズ時の物に変更された。
グレートサーベル
2010年5月にシリーズ第19弾として発売。カラーリングを変えたセイバータイガーにEZ版のCP-02 アサルトユニットに相当するパーツが追加されている。
セイバータイガー シュバルツ仕様
シリーズ第9弾。2009年1月発売。HMMシリーズにて初めて商品化された。説明書にはHMMオリジナルのミニストーリーが掲載されている。キットはカラーリングを変えたセイバータイガーにビームガトリングガンと射撃用センサースコープを搭載したマルチ・アーマメントパックのパーツが追加されている。なお、最初に発売された製品は爪と牙の部分が黄色だが、2012年5月に再発売されたものは爪と牙の部分の色がアイボリーに、付属シールは水転写デカールに変更された。
セイバータイガーゴールド
2011年2月発売。イリサワ流通限定シリーズ第7弾。
キットはカラーリングを金色（形成色ではなく金色の塗料で再現）に変えたグレートサーベルに塗装済みのルドルフのフィギュア（立像とコックピットに座った形態）が追加され、さらに特典としてボックスアートのイラスト（公式ファンブック4巻46・47ページのシーン）を描いたB4サイズのポスターが付属している。
MSS (モデラーズ・スピリット・シリーズ)
サーベルタイガー
シリーズ第3弾。第4弾のゴドスと共に2013年3月発売。カラーリングや設定面は第1期のサーベルタイガーに準じている。タカラトミー版の半分の大きさである1/144スケール。荒野を想定したジオラマベースが付属する。
グレートサーベル
2013年9月発売。同年3月発売のサーベルタイガーの仕様変更品。
ゾイドマスターピースシリーズ
シリーズ第2弾として発表。電動歩行モデルとなる。第1弾のシールドライガーのフレームを流用した外装換えモデル。プロポーションはおおよそ旧トミー版に準じるが、全体にディテールアップがなされ、肩・腰・背に大ぶりのクリアパーツがあしらわれるアレンジが加わっている。また、顔に可動部が設けられ、動物的に表情を変えられるギミックが盛り込まれている。
REALIZE MODEL
セイバータイガー シュバルツ スペシャル
可動、組み立てやすさ、コレクション性、アニメの再現性、リアリティに重点を置いている1/100プラキットシリーズの第6弾として2025年8月に発売予定。アニメ劇中のビームガトリングガンの射撃シーンが再現可能である他、動力ケーブルを金属製スプリングで再現し、背部ユニットは劇中カラーに変更している。ノーマルカラーのセイバータイガーの背部カウルが付属している。シュバルツのフィギュアが付属。

## 作中での活躍
バトルストーリー
『ゾイド公式ファンブック』（小学館）
『ゾイド公式ファンブック』1巻から登場。ZAC2099年9月の戦いにおいて、オリンポス山の警戒任務についていたステファン・スコルツェニー少尉の乗機として登場。ハルフォード中佐率いる共和国軍高速部隊と交戦する。単機ながら外装式の火器によってコマンドウルフを多数撃破、砲撃戦で遅れをとるシールドライガーを追い詰めるが、勝利を確信した時に一瞬の油断を見せて敗れ去った。
『ゾイド公式ファンブック3』ではZAC2101年7月には暗黒大陸に上陸した閃光師団（レイフォース）のライガーゼロ・シュナイダーに帝国守備隊の機体が応戦。撃破されている。
『ゾイド公式ファンブック4』では、ZAC2101年10月にはトリム高地にてヘルキャット、アイアンコングを混成した7個師団が戦闘に参加し、共和国守備隊の85%を撃破に至らしめた。
アニメ
『ゾイド新世紀スラッシュゼロ』
第3話でノーマルの赤カラーのセイバータイガーが登場しており、その際にビットが戦利品として入手した衝撃砲は改修を加えライガーゼロに搭載された。
『ゾイドフューザーズ』
第5話にて、4体のセイバータイガーがマッハストームと交戦。RDがファイヤーフェニックスを呼べなかった隙にライガーゼロを倒し、マッハストームに勝利した。
『ゾイドジェネシス』
キダ藩の重鎮ティゼの率いる部隊として、ティゼのブラストルタイガーに率いられて登場。ディガルド討伐軍が組織された後、ディンガとホーの率いるグレー配色の部隊機がメインとなって、バイオラプターを弱点である口腔内を撃ち抜いて撃破した。ディンガは霧の河の戦いで戦死するものの、ホーは生き残って討伐軍の一員となり活躍。
討伐軍参加の戦闘シーンでは本機の登場も多く、ジーンとの最終決戦まで戦い抜いた。
ゲーム
最初期の『ゾイド 中央大陸の戦い』（1987年9月発売）から『ZOIDS FIELD OF REBELLION』（2017年4月配信）までの主要なゾイドゲームの多くに登場している。
『ZOIDS FIELD OF REBELLION』
プレイヤーが使える中型ゾイドとして登場する。ゲームはZOIDS concept artの世界観をベースにしているが、従来のキットをほぼ踏襲するデザインで実装されている。セイバータイガーはゲーム配信当初からの初期実装キャラクターであり、オリジナル登場人物でセイバータイガーパイロットであるヴァンス・ラドフォード共々、プロモーション映像やコミカライズでは実質的な主人公扱いとなっている。

## バリエーション

### セイバータイガーAT（アサルトタイプ）
| セイバータイガーAT | セイバータイガーAT |
| ------------------ | --- |
| 番号               | EZ-016AT |
| 所属               | ガイロス帝国 |
| 配備台数           | 600機(ZAC2100年秋時点) |
| 分類               | タイガー型 |
| 全長               | 15.8m |
| 全高               | 11.5m |
| 重量               | 90.0t |
| 最高速度           | 250km/h |
| 乗員人数           | 1名 |
| 主な搭乗者         | ブリック・スパンツ(バトルストーリー) |
| 武装               | 地対地ミサイルポッド 小口径対ゾイドレーザー機銃 TEZ20mmリニアレーザーガン×2 対ゾイド3連衝撃砲 AEZ20mmビームガン×2 複合センサーユニット 赤外線レーザーサーチャー キラーサーベル×2 ストライククロー×4 8連ミサイルポッド ビームガン エネルギータンク×2 高機動スタビライザー×2 スタビライザー |

アサルトユニットを装備したセイバータイガー。旧ゼネバス帝国の開発したグレートサーベルとほぼ同一の装備であり、グレートサーベルのセイバータイガー版という意味で「グレートセイバー」とも呼称される。また、ゲーム『ゾイド〜白銀の獣機神ライガーゼロ〜』のみ「セイバータイガーS」と呼称されている。
カラーは、ノーマルのセイバータイガーのままの赤いタイプが多いが、グレートサーベル同様に黒を基調にしている例もある。また、ガイロス帝国軍の次期主力ゾイド開発計画のコンペにはグレートサーベル以上に全身が黒い機体が確認できる。
ガイロス帝国の改修によって西方大陸戦争に投入されたセイバータイガーの性能水準はグレートサーベルと同等であったが、生産コストの観点から兵装は通常装備に差し戻されていた。しかし、西方大陸戦争の激化により戦闘能力への要求が増しため再導入され、高速戦闘隊に配備された。
作中の活躍
バトルストーリー
ZAC2100年1月、ニクシー基地における次期主力機の模擬戦でレッドホーンGCと共に参加。速度250km/h以上の速さでミサイルを正確に撃ち込むという期待以上の性能を見せたものの、対戦相手のジェノザウラーに撃破されている。
アニメ
『ゾイド -ZOIDS-』第56話では、電気的な特殊装置を積載し、「ケルベロス」と呼称される立体映像形成能力を映特殊装置を搭載したセイバータイガーATが登場した。
ゲーム
「ZOIDS VS.シリーズ」『ゾイドタクティクス』などでは、設定・名称ともそのままセイバータイガーATとして登場。
『邪神復活!』『ヘリック共和国VSガイロス帝国』ではグレートセイバーとして登場。前者ではセイバータイガー2（後述のセイバータイガーMk-II）の強化型、後者ではセイバータイガーの改造機としては最上位機種とされており、ゲーム中でもセイバータイガーに改造パーツ「ブースターセット」を適用することで入手できる。『白銀の獣機神』ではセイバータイガーSが本機種に該当する。

### セイバータイガーゴールド
| セイバータイガーゴールド | セイバータイガーゴールド |
| ------------------------ | --- |
| 所属                     | ガイロス帝国 |
| 分類                     | タイガー型 |
| 全長                     | 15.8m |
| 全高                     | 11.5m |
| 重量                     | 90.0t |
| 最高速度                 | 260km/h |
| 乗員人数                 | 1名 |
| 主な搭乗者               | ルドルフ・ツェペリン |
| 武装                     | 地対地ミサイルポッド 小口径対ゾイドレーザー機銃 TEZ20mmリニアレーザーガン×2 対ゾイド3連衝撃砲 AEZ20mmビームガン×2 複合センサーユニット 赤外線レーザーサーチャー キラーサーベル×2 ストライククロー×4 8連ミサイルポッド ミサイルポッドアタッチメント ビームガン エネルギータンク×2 高機動スタビライザー×2 スタビライザーベース スタビライザーアタッチメント |

帝国において皇族および特別に認められたもののみが許される金色のカラーリングを施したセイバータイガー。通常機の1.5倍の出力を誇る
HMM（ハイエンドマスターモデル）におけるセイバータイガーゴールド
機体には100体もの原種の中から厳選されたゾイドコアに初期型の簡易オーガノイドシステムを組み込んだものが搭載され、パーツも全て手作業で製作された特注のものを使用した最高級のゾイドであり、その製造には1年以上の歳月を費やしている。特に頭部コクピットの装甲は従来機の2倍の強度を誇り、さらに全身には対光学兵器用塗料の「マジェスティクス・アンチビームコート」がコーティングされているため、機体が黄金に輝いて見えるとしている。また、アニメに登場したロイヤルセイバーの位置付けも改変され、皇族専用機としてセイバータイガーゴールドの製作過程に近い形で製造された12機の少数量産機としている。
作中の活躍
バトルストーリーでは官邸に備えられた皇帝専用機として登場。暗黒大陸戦争後半における帝都ヴァルハラでの叛乱の際、ネオゼネバス皇帝を名乗ったギュンター・プロイツェン・ムーロアが乗り込んだブラッディデスザウラー相手にルドルフが本機で決闘を挑む。操縦技術は未熟ながらルドルフの熱い想いに応えようとしたが、ゾイド乗りとしてのキャリアのあるプロイツェンの技量とブラッディデスザウラーの圧倒的な性能には及ばなかった。しかし、握りつぶされる寸前にシュバルツ中佐のアイアンコングSSが介入、自爆を目論んでいたブラッディデスザウラーに接続されていたエネルギーパイプを何本か引きちぎりながら抜け出すことに成功。帝都の爆発を多少なりとも緩和して、市民とヘリック共和国・ガイロス帝国連合軍を全滅から救った。
ゲーム『ゾイドタクティクス』では「セイバータイガーGOLD」の名称で登場し、バトルストーリー同様にルドルフがプロイツェンのブラッディデスザウラーに挑む。ストーリー中では、特定のミッションでのみプレイヤーが操作可能。

### セイバータイガーGS
| セイバータイガーGS | セイバータイガーGS   |
| ------------------ | -------------------- |
| 所属               | 皇帝軍               |
| 分類               | タイガー型           |
| 全長               | 15.8m                |
| 重量               | 95.0t                |
| 最高速度           | 230km/h              |
| 乗員人数           | 1名                  |
| 主な搭乗者         | ゲイル（ZOIDS SAGA） |

ゲーム『ZOIDS SAGA』に登場。ファントム騎士団四天王・ゲイルの専用セイバータイガー(AT)。「セイバータイガー（ゲイル仕様）」とも記述される。
突撃戦用の攻撃装備を搭載しており、脚部肩アーマーの形状も変更、機体色はホワイトとなっている。

### セイバータイガー スティンガーSP（スペシャル）
| セイバータイガー スティンガーSP | セイバータイガー スティンガーSP |
| ------------------------------- | ------------------------------- |
| 分類                            | タイガー型                      |
| 乗員人数                        | 1名                             |
| 主な搭乗者                      | スティンガー                    |

アニメ『ゾイド-ZOIDS-』第25話で登場したスティンガーの乗機。ピンク寄りの赤色を主体としたセイバータイガーATであるが、ガイサックスティングースペシャルのポイズンジェットガンに類似した装備を持つ。第43話で再登場した際はロイヤルセイバーと同一の背面装備と、その左側面に2連砲を兼ねるフォールディングナイフにも似た装備を追加していた。
機体呼称は小学館刊『ゾイドバトルワールド』掲載時のもの。

### セイバータイガーAT（皇室銃士隊仕様）
| セイバータイガーAT（皇室銃士隊仕様） | セイバータイガーAT（皇室銃士隊仕様）         |
| ------------------------------------ | -------------------------------------------- |
| 所属                                 | ガイロス帝国                                 |
| 分類                                 | タイガー型                                   |
| 全長                                 | 15.8m                                        |
| 重量                                 | 90.0t                                        |
| 最高速度                             | 250km/h                                      |
| 乗員人数                             | 1名                                          |
| 主な搭乗者                           | ワグナー グロスコフ ビーピー(ゾイド -ZOIDS-) |

アニメ『ゾイド -ZOIDS-』第31話に登場。帝国皇室に所属していた皇帝銃士隊の仕様機。本体の肩アーマーが改修され、頬部にはエングレービング状の模様を持つ。金色と銀色の2機種が存在し、金色のワグナー搭乗機は「皇室銃士隊仕様G」、それ以外は「皇室銃士隊仕様S」と呼称される。

### 第一装甲師団仕様
| セイバータイガー 第一装甲師団仕様 | セイバータイガー 第一装甲師団仕様 |
| --------------------------------- | --------------------------------- |
| 所属                              | ガイロス帝国                      |
| 分類                              | タイガー型                        |

アニメ『ゾイド -ZOIDS-』第47話で初登場。8連ミサイルポッドと高機動スタビライザーを廃したアサルトユニットの基部にブースターキャノンを装備した機体。エボリューション・コクーンへの砲撃のほか、セイバータイガーSSに随伴してジェノブレイカーに立ち向かうも荷電粒子砲の前に一掃された。
機体呼称は放送当時の公式サイトを参照。

### ロイヤルセイバー
| ロイヤルセイバー | ロイヤルセイバー                          |
| ---------------- | ----------------------------------------- |
| 所属             | ガイロス帝国                              |
| 分類             | タイガー型                                |
| 乗員人数         | 1～2名                                    |
| 主な搭乗者       | ルドルフ・ゲアハルト・ツェペリン ホマレフ |

アニメ『ゾイド -ZOIDS-』第33話に登場した皇帝専用のセイバータイガー。機体色はダークグレー主体。機体各部にはエングレービング状の模様が施されている。また、前脚の肩部は金色の新規パーツに換装されている。背部装備はセイバータイガーATに積載されているものの後ろ半分から高機動スタビライザーを省略し、その右側の装甲部分に大型のビームキャノン砲（レッドホーンBGのビームキャノンに近似）を装備している。頭部にあるコクピットは復座型となっており、任意で後部座席にコントロールを切り替え可能になっている。アニメの劇中ではホマレフ宰相が操縦したものの、機体の性能を引き出せなかったことから、ルドルフが操縦を交代した。

### セイバータイガーSS
| セイバータイガーSS | セイバータイガーSS |
| ------------------ | --- |
| 番号               | EZ-016SS |
| 所属               | ガイロス帝国 |
| 分類               | タイガー型 |
| 全長               | 15.6m |
| 全高               | 12.0m 10.8m |
| 重量               | 90.0t 103.0t |
| 最高速度           | 240km/h 195km/h |
| 乗員人数           | 1名 |
| 主な搭乗者         | カール・リヒテン・シュバルツ |
| 武装               | ビームガトリングガン 地対地ミサイル AEZ20mmビームガン マルチ・アーマメント・パック サブ・アーマメント・パック AEZ20mmリニアレーザー×2 三連衝撃砲 キラーサーベル×2 ストライククロー×4 センサー×2（耳部分） 対地センサー×4 射撃センサー |

アニメ『ゾイド-ZOIDS-』を初出とし、ゾイドバトルストーリーにも登場したバリエーション。
ガイロス帝国陸軍将校カール・リヒテン・シュバルツの愛機の一つで高速機動戦を要求される状況において使用される。『帝国の至宝』の異名を持つ。背部にカスタマイズパーツCP-03ビームガトリングを装備して火力を増強しているが、バランスが悪いために普通のパイロットでは扱えないほど操縦難易度は高くなっている。アニメ『ゾイド -ZOIDS-』を初出とし、同作品ではビームガトリングがショートバレルであるとともにレドームや赤外線センサーで命中精度を向上させた装備構成となっている。
この機体呼称は『ゾイドバトルカードゲーム』およびゾイド公式ファンブック2巻掲載時のもので、「プロイツェンの反逆」掲載時では「セイバータイガー（シュバルツ仕様）」の呼称が用いられている。
作中の活躍
アニメ『ゾイド -ZOIDS-』
第29話で初登場。冒頭の模擬戦でラルフらが駆るブラックレドラーと模擬戦を行った。第47話においてはガイロス帝国軍の高機動ゾイド部隊を指揮するために出撃。同部隊はレイヴンのジェノブレイカーの荷電粒子砲によってシュバルツ専用機ともう1機を除いて全滅した。第59話におけるデススティンガー戦ではロブ・ハーマン少佐のシールドライガーとの連携でデススティンガーのEシールドを破る活躍をするが、両機とも破壊されている。
バトルストーリー
公式ファンブック2巻にて存在が確認され、ストーリーでは公式ファンブック4巻にて登場。ヘリック共和国軍のロブ・ハーマン中佐との極秘会談のため、暗黒大陸の共和国軍前線基地に訪れる際に使用したが、その後をつけた鉄竜騎兵団（アイゼンドラグーン）幻影部隊所属のヨハン・ホルスト・シュタウフィン軍曹の操縦するライガーゼロイクスと交戦。ステルス機であるイクスに対抗するために囮となり、ゾイド核を貫かれて大破。シュバルツも重傷を負った。

### 改造セイバータイガー
| 改造セイバータイガー | 改造セイバータイガー           |
| -------------------- | ------------------------------ |
| 所属                 | バックドラフト団・チームモルド |
| 分類                 | タイガー型                     |
| 乗員人数             | 1名                            |
| 主な搭乗者           | ポルタ(スラッシュゼロ)         |

アニメ『ゾイド新世紀スラッシュゼロ』第4話に登場したチーム・モルドのポルタ専用機。本体部は黒基調に赤の差し色を入れており、背部にはコマンドウルフ スプレッドミサイル装備仕様と同形状の多弾頭追尾拡散ミサイルを備える。第9話では同ミサイルポッドを装備しない姿で登場した。
この機体呼称は別冊コロコロコミック誌2001年2月号掲載時点のもの。

### セイバータイガー ホロテック
| セイバータイガーホロテック SABER TIGER HOLOTECH | セイバータイガーホロテック SABER TIGER HOLOTECH |
| ----------------------------------------------- | ----------------------------------------------- |
| 分類                                            | タイガー型                                      |
| 全長                                            | 15.6m                                           |
| 全高                                            | 9.1m                                            |
| 重量                                            | 78.0t                                           |
| 最高速度                                        | 240km/h                                         |
| 乗員人数                                        | 1名                                             |
| 主な搭乗者                                      | キッド（ゾイドフューザーズ）                    |

ゾイドコアの突然変異による先天性のホロテック機能を持つセイバータイガー。本来、ホロテック装甲とはビーム反射用のクリア装甲であると言われているが、先天的なものは純粋な透明化能力とされている。通常の光学迷彩機能と違い、あらゆる地形や状況に適応して姿を景色に溶け込ますことができるため「見えないゾイド」として恐れられている。
作中の活躍
アニメ『ゾイドフューザーズ』第7話・第8話にて、キッドの乗機として登場。その透明化機能を活かし、キラースパイナーやボルドガルドなど数多のゾイドを倒し、さらにはライガーゼロと治安局のゾイド部隊が共同で行った、特殊光学ライトによる炙り出し作戦をも易々と突破するという旧式ゾイドとは思えない強さを見せる。しかしマッハストームのリベンジを受け、ホロテック機能を封じられる。最終的にはレオストライカーによって撃破された。
ゲーム『ZOIDS VS.III』では単に光学迷彩を標準装備したセイバータイガーで、性能は芳しくない。

### セイバータイガー・ウイングバインダー
『電撃ホビーマガジン』誌掲載。2連装リニアキャノンと一体化したウイングバインダーを背部に持ち、機動性と火力を両立している。このウイングバインダーは戦闘中でも切り離しが可能。カスタマイズパーツの未製品化デザインの一つ。

### プロトセイバー
| プロトセイバー | プロトセイバー        |
| -------------- | --------------------- |
| 所属           | ガイロス帝国          |
| 分類           | タイガー型            |
| 全長           | 15.6m                 |
| 全高           | 9.3m                  |
| 重量           | 75.0t                 |
| 最高速度       | 245km/h               |
| 乗員人数       | 1名                   |
| 主な搭乗者     | コウキ・デモン(VS.II) |

「ZOIDS SAGA シリーズ（SAGA II、DS）」『ZOIDS VS.II』に登場（初登場は『SAGA II』）。CAS（チェンジング・アーマー・システム）の原点とされる実験機だが、何がどう変わるかは明らかにされていない
通常のセイバータイガーに比べると、外観は頭部デザインが大きく変更されて牙が大型化しており、武装面でも専用武器や独自のEXがある。また、同シリーズのタイガー系バリエーション機の中で唯一AEZ20mmビームガンが装備されている。
作中の活躍
『VS.II』では帝国側の主人公であるコウキ・デモンの愛機として扱われている。帝国ストーリーではミッション5で敵ゾイドとして登場した後、ミッション6でプレイヤーに補給されるほか、共和国ミッション16（分岐A）ではコウキが乗る友軍機として参戦する。

### セイバータイガーFT
| セイバータイガーFT | セイバータイガーFT            |
| ------------------ | ----------------------------- |
| 番号               | EZ-016FT                      |
| 所属               | ガイロス帝国 チームサンダース |
| 分類               | タイガー型                    |
| 全長               | 15.6m                         |
| 全高               | 9.1m                          |
| 重量               | 78.0t                         |
| 最高速度           | 245km/h                       |
| 乗員人数           | 1名                           |

『ゾイドバトルカードゲーム』のプロモカードとして登場。FTは「フォレストタイプ」の略で、密林迷彩を施されたセイバータイガー。
ゲーム『ZOIDS SAGA』『SAGA DS』にも登場。こちらでは格闘性能を強化した機体という設定。どちらも、チームサンダース所属機としてプレイヤーと対戦する。

### セイバータイガーRS
| セイバータイガーRS | セイバータイガーRS         |
| ------------------ | -------------------------- |
| 番号               | EZ-016RS                   |
| 所属               | ガイロス帝国               |
| 分類               | タイガー型                 |
| 全長               | 15.6m                      |
| 全高               | 9.1m                       |
| 重量               | 78.0t                      |
| 最高速度           | 240km/h                    |
| 乗員人数           | 1名                        |
| 主な搭乗者         | レイヴン（ゾイド -ZOIDS-） |

アニメ『ゾイド-ZOIDS-』第12話で登場したレイヴンの専用機。肩の装甲が青味を帯びた黒（もしくは紫）に塗装されているほか、地対地ミサイルポッド、対ゾイド30mm2連装ビーム砲、対ゾイド3連衝撃砲を除く砲撃用の兵装が撤廃されている特徴を持つ。
機体呼称は『ゾイドバトルカードゲーム』より。同ゲームではカラーリングはアニメを踏襲しつつも、作例の装備構成はノーマルと同一。肩にはジェノザウラーキットに付属するレイヴンのパーソナルマークが貼り付けられている。ゲーム「ZOIDS VS.シリーズ」『ゾイドタクティクス』『ゾイドカードコロシアム』などでは「セイバータイガーRV」の呼称が用いられている。塗装以外にノーマル機との差異はあまりないとする解説もある。また、『ゾイドバトルカードゲーム』エキサイティングブースター収録カードでは「セイバータイガー・RaS」の呼称が用いられていた。
作中の活躍
アニメ『ゾイド-ZOIDS-』
第12話から初登場。ガイロス帝国軍から与えられた任務によって多数のヘリック共和国軍のゾイドや要塞を単機で破壊していく。
レイヴンの操縦技術に加え、彼に付き従うオーガノイド・シャドーとの合体で驚異的な性能を発揮する活躍を見せたが、幾つかの戦闘によってダメージを蓄積していき、マウントオッサ火口での戦いでは、Eシールドを展開したバンのシールドライガーにレイヴンが機体を強引に突っ込ませ大破させてしまう。
漫画『機獣新世紀ZOIDS』
レイヴンの機体がウインドコロニーを襲撃。オーガノイド・ジークの力によって覚醒したコマンドウルフと交戦するも、最終的にコマンドウルフが発動した必殺の“ラグナレクファング”によって相打ちとなっている。
同漫画ではシャドーが合体した際に機体の色が赤から黒に変色していた。

### セイバータイガーTS
| セイバータイガーTS | セイバータイガーTS                                    |
| ------------------ | ----------------------------------------------------- |
| 番号               | EZ-016                                                |
| 所属               | チーム・タイガース （ゾイド新世紀スラッシュゼロ）     |
| 分類               | タイガー型                                            |
| 全長               | 15.6m                                                 |
| 全高               | 9.1m                                                  |
| 重量               | 78.0t 90.0t                                           |
| 最高速度           | 240km/h 250km/h                                       |
| 乗員人数           | 1名                                                   |
| 主な搭乗者         | カークランド ラインバック オマリー （スラッシュゼロ） |

アニメ『ゾイド新世紀スラッシュゼロ』に登場。チーム・タイガースの機体。通常タイプのほか、第1話でラインバック機がロングレンジライフルを装備し固定砲台として活躍。第8話では背面に浮遊雷撃装置と連動した火器（外観はショートバレルのCP-04 アタックユニットを前後逆向きにしたもの）を装備した機体が登場。
この機体呼称はゲーム『ZOIDS VS.II』『ZOIDS SAGA II』登場時の物。

### セイバータイガーTD
「ZOIDS VS.シリーズ」にて初登場したセイバータイガーのバリエーション機の一つ。銀色の塗装が施されているが、それ以外の外観はノーマルのセイバータイガーと同一である。『TD』は『タイガードライバー』の略でありその専用機という位置付けだが、そもそもタイガードライバー自体がどういったもののかが定かではない。機体性能は通常機より上昇している。

### セイバータイガーRT
| セイバータイガーRT | セイバータイガーRT                  |
| ------------------ | ----------------------------------- |
| 所属               | ガイロス帝国軍・ロットティガー隊    |
| 分類               | タイガー型                          |
| 乗員人数           | 1名                                 |
| 主な搭乗者         | ライナー・グラナート コウキ・デモン |

ゲーム『ZOIDS VS.II』と『VS.III』および『ゾイドタクティクス』に登場するバリエーション機体。ガイロス帝国軍のロットティガー隊に配備されたタイプ。カラーリングが紫色であること以外は通常のセイバータイガーと同じ外観だが、特殊憲兵隊仕様にカスタマイズされて機体性能はやや向上している。ロットティガー隊員ライナーの専用機とされるが、『VS.II』の共和国ミッション12（分岐A）ではコウキがガトリングユニットを装備したセイバータイガーRTで参戦している。

### セイバータイガーRM
ゲーム『ゾイドタクティクス』に登場。セイバータイガーの鹵獲仕様で、戦闘データや識別コード、機体カラーが共和国軍のものへ変更されている。一方で、戦闘能力は帝国のオリジナル仕様と大差がない。

### セイバータイガーBL
| セイバータイガーBL | セイバータイガーBL |
| ------------------ | --- |
| 所属               | ガイロス帝国 |
| 分類               | トラ型 |
| 乗員人数           | 1名 |
| 武装               | キラーサーベル ストライククロー ビームランチャー 小口径対ゾイドレーザー機銃 対ゾイド3連衝撃砲 対ゾイド30mm2連装ビーム砲 AEZ20mmビームガン 地対地ミサイルポッド 複合センサーユニット 赤外線レーザーサーチャー |

ゲーム『ZOIDS2 ヘリック共和国VSガイロス帝国』に登場するオリジナル改造機体。背部に大型ビームランチャーを搭載している。ゲーム中では、セイバータイガーに「ビームランチャーセット」を使って改造する。

### セイバータイガーMk-II
| セイバータイガーMk-II | セイバータイガーMk-II |
| --------------------- | --- |
| 所属                  | ガイロス帝国 |
| 分類                  | トラ型 |
| 乗員人数              | 1名 |
| 武装                  | キラーサーベル ストライククロー ビームランチャー AZ対空ミサイル 小口径対ゾイドレーザー機銃 対ゾイド3連衝撃砲 AEZ20mmビームガン レーザーセンサー 複合センサーユニット 赤外線レーザーサーチャー |

『ゾイド -ZOIDS- 邪神復活!〜ジェノブレイカー編〜』と『ZOIDS2 ヘリック共和国VSガイロス帝国』に登場する改造セイバータイガー（『邪神復活!』での表記は「セイバー2」）。背部に大型ビームランチャーや対空ミサイルなどを追加した重武装タイプ。
元ネタは『メカ生体ゾイド 改造セット〈帝国側大型メカ用〉』のパッケージに掲載されたサーベルタイガーの改造例。大型ビームランチャー・高高度対空ミサイル・レーザライトなどが装着されている。

### セイバータイガーSS（高速機動型）
| セイバータイガーSS(高速機動型) | セイバータイガーSS(高速機動型) |
| ------------------------------ | --- |
| 所属                           | ガイロス帝国 |
| 分類                           | トラ型 |
| 乗員人数                       | 1名 |
| 武装                           | キラーサーベル ストライククロー AZ対空ミサイル 2連装パルスレーザーガン AEZ20mmビームガン 小口径対ゾイドレーザー機銃 対ゾイド3連衝撃砲 ウイングブースター 複合センサーユニット 赤外線レーザーサーチャー |

ゲーム『ZOIDS2 ヘリック共和国VSガイロス帝国』オリジナルの改造機。あらゆる地形で活動できる高速機動型で、背部にウイングブースター・AZ対空ミサイル・2連装パルスレーザーガンを装備する。ゲームでは、改造パーツ「コマンドセット」を適用して改造する。前述のシュバルツ専用機の「セイバータイガーSS」とは名称は同じだが全くの別機体である。

### NEWタイガー
| NEWタイガー | NEWタイガー                      |
| ----------- | -------------------------------- |
| 所属        | ヘリック共和国                   |
| 分類        | タイガー型                       |
| 武装・装備  | 3連装リニアキャノン ガトリング砲 |

ゲーム『ZOIDS 〜白銀の獣機神ライガーゼロ〜』に登場したゾイド。全体的なフォルムはセイバータイガーに近似しているが、細部はかなり異なっている。L型ゾイドである以外は、大きさなどのスペック値は不明（全て「？」表示）。

## サーベルタイガー
| サーベルタイガー SABRE TIGER | サーベルタイガー SABRE TIGER |
| ---------------------------- | --- |
| 番号                         | EPZ-003 |
| 所属                         | ゼネバス帝国 |
| 分類                         | トラ型 |
| ロールアウト                 | ZAC2036年 |
| 全長                         | 15.6m |
| 全高                         | 9.1m |
| 全幅                         | 5.7m |
| 重量                         | 78.0t |
| 最高速度                     | 200km/h |
| 乗員人数                     | 1名 |
| 主な搭乗者                   | ゼネバス帝国一般兵 ダニー・ダンカン キラー・スコルビッチ |
| 武装・装備                   | 3連衝撃砲 連装ビーム砲 接近戦用ビーム砲×2 高速キャノン砲×2 高圧濃硫酸噴射砲 レーザーサーベル×2 全天候自己誘導ミサイルランチャー 全天候3Dレーダー 大型赤外線・レーザーサーチライト サーベル・イヤー 対地センサー |

ZAC2036年にゼネバス帝国が開発した史上初の大型高速ゾイド。ヘルキャットの技術も取り入れゼネバス帝国領の帝国特殊工場にて開発された。レッドホーンと比較し小型・軽量化されており、出力では劣るものの機動性で勝る。「戦場の赤いイナズマ」とも評される。戦闘時においても時速200kmの高速を維持することが可能。アイスクリーンは3Dディスプレイアイとなっており、とらえた映像をコンピューターで処理し立体画像としてパイロットに表示する方式を取っている。奇襲攻撃をも得意とし、ヘルキャットとともに高速部隊を編成した。中央大陸戦争期のZAC2047～2048年ごろには第一線を退いた。
『ZOIDS Concept art』におけるサーベルタイガー
こちらでは従来から存在した武装軍事勢力（帝国）のゾイドに、地球から伝来した技術を用いて強化改造を施したゾイドとして登場。

武装・装備
連装ビーム砲
背面に装備される。高速走行中でも正確に敵を狙い撃つことが可能な火器。
全天候自己誘導ミサイルランチャー
対ゾイド30mm2連装ビーム砲の上部に設置される。
レーダーで捕捉した敵機を自動追尾する。
高圧濃硫酸噴射砲
3連衝撃砲下部のハードポイントに装着される。
霧状の硫酸によって敵機の装甲を溶融させる。その後、ダメージを負った部位に他の装備でさらなる攻撃を加えるといった戦法も可能。
接近戦用ビーム砲
尾部先端に装備された接近戦用の装備。後方からの攻撃に対処する効果を持ち、小型ゾイドに対して有効な威力を持つ。
3連衝撃砲
腹部に装備される。衝撃波を発生させる近距離用の兵装で、小型ゾイドなら一撃で吹き飛ばすことが可能。
高速キャノン砲
本体部に2基装備される。
全天候3Dレーダー
背部に装備される。上空からの敵機を補足可能。
レーザーサーベル
牙部の装備。レーザーを発生させ敵装甲を焼灼する。
後頸部には顎と前脚部の力を補助するためのシリンダーとエンジンが内蔵されている。
大型赤外線・レーザーサーチライト
3連衝撃砲下部のハードポイントに装着される。
夜間の戦闘において効果を発揮する。
サーベル・イヤー
サーベルタイガーの耳部。1km先の音紋を感知可能。
対地センサー
足首部に装備される。走行中の地面の状態を把握可能。

### 作中の活躍
バトルストーリー
『ゾイドバトルストーリー』1巻から登場。ZAC2036年の戦いではその高速戦闘能力で活躍し、機体速度でゾイドゴジュラスでさえも苦戦する活躍を見せた。共和国軍将兵にとってサーベルタイガーの存在は脅威であり、「サーベルタイガーに遭遇した部隊はただちに空軍の援護を求めて撤退せよ」と命令するほどであった。
『ゾイドバトルストーリー2』ではZAC2039年の戦いにて、バレシア基地司令官のダニー・「タイガー」・ダンカン将軍の乗機が活躍。ダンカン将軍の機体は低空飛行してきたサラマンダーをも叩き落とし、「空飛ぶ虎」とも呼ばれた。ゼネバス皇帝の暗黒大陸脱出ではそれを阻まんとするエリクソン大佐のウルトラザウルスの砲撃を身を挺して阻止。ゼネバスの脱出成功に寄与した。
ZAC2042年の戦いにおいては、共和国の防御線ハドリアンウォールに攻撃を仕掛けたサーベルタイガーとヘルキャットの混成部隊が、迎撃したシールドライガーとコマンドウルフ部隊と交戦し、敗北している。
ゲーム
『ゾイドタクティクス』においては、ネオゼネバス帝国が「祖国復興の象徴」として当時の機体外観を復元しつつ、内部を最新技術で改修した機体として配備されている。
『ZOIDS Material Hunters』では、ZOIDS concept art風にアレンジされたサーベルタイガーが登場。赤と黒の独特なツートンカラーになっている。カラーバリエーションとして「レッド（Red）」「ブラック（Black）」「ゴールド（Gold）」がある。

### バリエーション

#### ザ・スナイパー
| ザ・スナイパー | ザ・スナイパー     |
| -------------- | ------------------ |
| 所属           | ゼネバス帝国       |
| 分類           | トラ型             |
| 全長           | 16m                |
| 重量           | 85t                |
| 武装           | 75ミリ長距離狙撃砲 |

『ゾイドバトルストーリー』1巻に掲載されたサーベルタイガーの長距離射撃タイプ。後述の、学年誌掲載の名称類似の改造機とは異なる。
背部に高命中精度を誇る長距離狙撃砲を装備しており、遥か遠くから敵を正確に捕捉して撃ち倒せる。相手に見つからず、近づかれずに狙撃して葬り去る暗殺者のようなゾイドとして恐れられた。
初出は初出は『小学一年生』誌1986年11月号。同誌掲載時のストーリーでは遠距離狙撃でガイサックをはじめとした幾つかの共和国ゾイドを撃破するも、バリアント（ミサイルゴジュラス）に基地ごとミサイル砲撃を受けている。

#### 森林仕様
| サーベルタイガー 森林仕様 | サーベルタイガー 森林仕様 |
| ------------------------- | ------------------------- |
| 所属                      | ゼネバス帝国              |
| 分類                      | トラ型                    |
| 乗員人数                  | 1名                       |

『EPZ-003サーベルタイガー』パッケージ裏に掲載された2色迷彩タイプのカラーバリエーション。帝国軍観閲式に登場したとされる機体だが、実戦投入されたかどうかは不明。装備の変更予定もあったとされる。通常タイプと比べると、幾つかの火器が取り外されている。また、迷彩塗装については、ダークグリーンとネイビーブルーと注記が書かれているが、実際のイラストではブラウン系の迷彩となっている。

#### 夜間仕様
| サーベルタイガー 夜間仕様 | サーベルタイガー 夜間仕様 |
| ------------------------- | ------------------------- |
| 所属                      | ゼネバス帝国              |
| 分類                      | トラ型                    |
| 乗員人数                  | 1名                       |

『EPZ-003サーベルタイガー』パッケージ裏およびに掲載された夜間戦用タイプ。機体各部にレーダーセンサーを増設している。出力の増強が難しかったため、重量増加に伴い武装類は一部撤去されている。

#### サーベルタイガー・ザ・スナイパー
| サーベルタイガー・ザ・スナイパー | サーベルタイガー・ザ・スナイパー |
| -------------------------------- | -------------------------------- |
| 所属                             | ゼネバス帝国                     |
| 分類                             | トラ型                           |

学年誌『小学一年生』1986年9月号に掲載された改造タイプ。同号では単に「改造サーベルタイガー」とされていたが、学年誌増刊号で固有名称が付けられた。前述のバトルストーリー掲載の類似名称機とは異なる（ただし、本機は『ゾイドバトルストーリー』1巻の表紙にのみスチール写真が掲載されている）。
背部の装備と牙が大型化し、白・赤主体のカラーに塗装されている。
『小学一年生』掲載時のストーリーでは、ノーマルのサーベルタイガーとともにゴジュラスと対戦。その肩部を砲撃した。その直後に僚機のサーベルタイガーがゴジュラスに格闘戦を挑んでいる。

#### サーベルタイガー（ダニー・ダンカン仕様機）
| サーベルタイガー | サーベルタイガー |
| ---------------- | ---------------- |
| 所属             | ゼネバス帝国     |
| 分類             | トラ型           |
| 搭乗者           | ダニー・ダンカン |

漫画『ゾイドバトルコミック』に登場。ダニー・ダンカンの搭乗機。ダニーの部隊仕様機のサーベルタイガーは背部のビーム砲とミサイルポッド、腹部の衝撃砲を除いた火器が撤廃されており、ビーム砲は単装砲へと変更されている。加えて、ダニー・ダンカンの搭乗機は肩部が黒く塗装されている。
ダニー・ダンカンの搭乗機は『ゾイドバトルストーリー2』にも登場するが、こちらはノーマルのサーベルタイガーと外観上の差異はない。

#### グレートサーベル
| グレートサーベル GREAT SABER | グレートサーベル GREAT SABER |
| ---------------------------- | --- |
| 番号                         | EPZ-003 |
| 所属                         | ゼネバス帝国 ガイロス帝国 |
| 分類                         | トラ型 |
| 全長                         | 15.8m |
| 全高                         | 11.5m |
| 全幅                         | 5.7m |
| 重量                         | 90.0t |
| 最高速度                     | 240km/h |
| 乗員人数                     | 1名 |
| ZEP                          | 攻撃力：34 防御力：24 総合力：58 |
| 主な搭乗者                   | ローウェン・コーヴ (HMM) |
| 武装                         | 3連衝撃砲 高速キャノン砲×2 接近戦用ビーム砲×2 高圧濃硫酸噴射砲 レーザーサーベル×2 全天候3Dレーダー 大型赤外線・レーザーサーチライト 8連ミサイルポッド 自動小銃 高機動飛行ウイング×2 ブースターエネルギータンク×2 安定尾翼 |

サーベルタイガーのアップグレード仕様。開発経緯の設定として、首都陥落後に中央山脈へ撤退していた共和国軍を粉砕するため、ゼネバス皇帝の命によりZAC2046年に改造されたとする資料、中央山脈北部の帝国補給線を防衛するために開発され、密林における高速移動、長い補給線で反撃に移るための機動力、24時間防衛するための夜間攻撃能力と、シールドライガー、ベアファイターを凌駕する攻撃力を満たした機体としてZAC2047年6月に登場したとする資料が存在する。機体性能と攻撃力はベース機と比して20%向上している。夜間攻撃を得意とし、全身が黒を基調としたカラーであり「密林の黒いイナズマ」と称される。
ZAC2046年にはデスザウラーMk-IIタイプ、ブラキオスNEW、ブラックライモスNEWとともに、アイアンコングMk-II量産型が指揮官機を務めるゼネバス帝国軍・タイプMk-IIに組み込まれた。
呼称
媒体によって「グレートサーベルMk-IIタイプ」と表記したものも存在する。一方で、月刊コロコロコミック1988年8月号掲載の改造例では、ノーマルのサーベルタイガーに「NEW改造セット〈帝国側大型メカ用〉」の8連装ミサイルポッドやウイングなどを装備したタイプについてもグレートサーベルと記載されている
作中の活躍
『ゾイドバトルストーリー』（小学館）
『ゾイドバトルストーリー2』から登場。ZAC2047年6月、中央山脈北部を通る帝国軍補給ルートを絶つべく攻撃任務に当たっていた共和国軍のシールドライガー部隊・ベアファイター部隊と初交戦。機動力を活かしてベアファイター部隊を短時間で壊滅させ、救援に来たシールドライガー隊のパイロットが機体から降りたところを火力によって全滅させた。
『ゾイドバトルストーリー4』ではZAC2048年8月の戦いにおいて共和国との国境近くの山岳部で背部に大型砲塔を備えた機体が複数機で重砲撃を行うが、逆にウルトラザウルスの砲撃で撃破された。
『ゾイドバトルストーリー』（学年誌掲載版）
アイアンコングMk-II量産型、ブラックライモスNEW、デスザウラーMk-II、ブラキオスNEWとともに帝国軍のMK-II部隊に編成され、「分身攻撃」と言われる俊敏な動きでゴジュラスMk-II量産型を翻弄・撃破した。その後、対抗して共和国軍が開発したシールドライガーMK-IIを破壊するため、ゴーレムが爆破工作を行った共和国軍基地に向かうが、生き残っていたシールドライガーMK-IIの反撃を受けて敗北している。
まだ共和国軍が「新ゾイド」としか認識していなかったころ、夜間にシールドライガーを奇襲で撃破し、その後に駆けつけたサラマンダーと交戦。堅固な装甲でミサイル爆撃をものともせず、高機動飛行ウイングを用いたジャンプによって250m上空に存在するサラマンダーに食いつく活躍をした。その後、共和国軍が緊急に送り込んだシールドライガーMK-IIと対峙するが、その状況と結果は不明。
マッドサンダーの開発基地を襲撃しようとした帝国軍夜間攻撃部隊に参加。高速でマッドサンダーに飛びかかったが、マグネーザーに貫かれてて敗北した。
第一次大陸間戦争終盤、暗黒軍（ガイロス帝国軍）所属機体が上陸してきたキングゴジュラスの迎撃に向かうもスーパーガトリング砲で撃破されている。
ゲーム

「ゾイドVS.シリーズ」『ゾイドタクティクス』に登場。後者では、旧ゼネバス帝国当時の機体を再現したネオゼネバス帝国軍のゾイドと設定されている。